# Philippe Moureaux
Philippe Moureaux (Etterbeek, 12 aprile 1939 – Bruxelles, 15 dicembre 2018) è stato un politico belga, senatore e già sindaco del comune di Molenbeek-Saint-Jean.
Moureaux fu anche professore di storia economica alla Université Libre de Bruxelles.
Moureaux fu ministro degli interni e delle riforme istituzionali nel governo diretto da Wilfried Martens nel 1980. L'anno successivo, come ministro della giustizia, fece varare leggi contro il razzismo e la xenofobia.

## Vita privata
Figlio del ministro liberale Charles Moureaux (1902-1976) e di un'appartenente alla famiglia industriale Blaton, Philippe era fratello di Serges (1934-2019), avvocato e uomo politico. Fu sposato con Françoise Dupuis (1949), presidente del Parlamento della Regione di Bruxelles-Capitale ed ex ministra, da cui visse a lungo separato. Dall'unione nacquero due figlie: Claire e Catherine, entrambe donne politiche. Quest'ultima è attualmente sindaca di Molenbeek-Saint-Jean.
Dopo aver divorziato all'inizio del 2010, si risposò, il 26 giugno seguente, con Latifa Benaicha, di 35 anni più giovane e di religione musulmana, una collaboratrice dell'ufficio dell'allora ministro presidente della Regione di Bruxelles-Capitale Charles Picqué.